# Zygmunt Rybicki

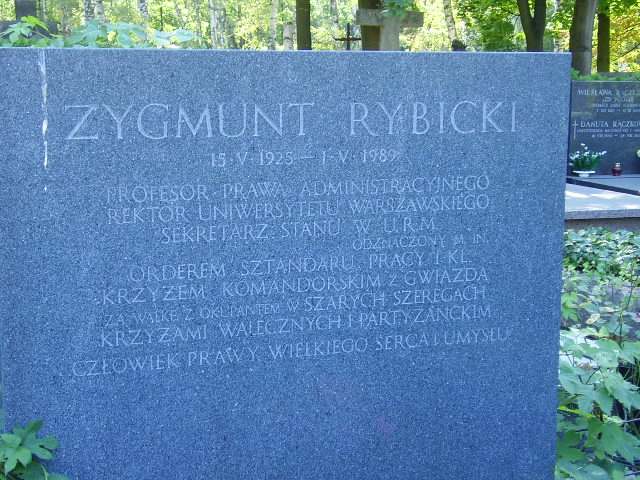
Grób Zygmunta Rybickiego na cmentarzu Wojskowym na Powązkach w Warszawie

Zygmunt Rybicki (ur. 15 maja 1925 w Pankach k. Częstochowy, zm. 1 maja 1989 w Warszawie) – polski prawnik, nauczyciel akademicki, działacz państwowy, w latach 1969–1980 rektor Uniwersytetu Warszawskiego

## Życiorys
Był synem polskiego oficera, urzędnika, działacza społecznego i prezydenta Częstochowy Stanisława oraz Marii z Górskich.
W 1948 roku ukończył studia na Wydziale Prawa Uniwersytetu Warszawskiego. Asystent w Akademii Nauk Politycznych w Warszawie (1948–1950), referendarz w Kancelarii Cywilnej Prezydenta RP (1947–1948). Kandydat nauk prawnych 1957, docent 1959. Od 1964 profesor Uniwersytetu Warszawskiego, od 1969 profesor zwyczajny. W latach 1959–1962 był kierownikiem Zawodowego Studium Administracji UW. W latach 1962–1963 był zastępcą dyrektora Instytutu Nauk Prawnych Polskiej Akademii Nauk. 1963–1965 dyrektor departamentu w Ministerstwie Szkolnictwa Wyższego. Od 1965 pełnił funkcję prorektora, zaś w latach 1969–1980 rektora Uniwersytetu Warszawskiego. Współodpowiedzialny za represje wobec studentów stosowane w związku z wydarzeniami Marca 1968.
W latach 1969–1977 był prezesem Zarządu Głównego Towarzystwa Wiedzy Powszechnej. W latach 1970–1972 był przewodniczącym Polskiego Towarzystwa Nauk Politycznych. Od 1972 do 1977 przewodniczył Komitetowi Nauk Prawnych PAN. Członek Francuskiego Towarzystwa Prawa Porównawczego (od 1974), Amerykańskiego Towarzystwa Nauk Administracyjnych (1975–1979), Włoskiego Instytutu Nauk Administracyjnych (od 1976). Od 1971 był członkiem Obywatelskiego Komitetu Odbudowy Zamku Królewskiego w Warszawie.
W latach 1957–1973 był radnym Miejskiej Rady Narodowej w Warszawie. Od 1980 podsekretarz stanu, zaś od 1985 sekretarz stanu w Urzędzie Rady Ministrów. W latach 1973–1982 wiceprzewodniczący Rady Legislacyjnej przy Prezesie Rady Ministrów.
Członek PPS od 1947, a następnie Polskiej Zjednoczonej Partii Robotniczej od 1948, w latach 1967–1979 członek Komitetu Warszawskiego, od 1971 zastępca członka Komitetu Centralnego PZPR, a w latach 1980–1981 członek Komitetu Centralnego. Od 1974 wchodził w skład Rady Naczelnej ZBoWiD. Od 1982 był członkiem Rady Naukowej Instytutu Podstawowych Problemów Marksizmu-Leninizmu.
Autor 25 prac zwartych oraz ok. 150 artykułów i studiów z zakresu prawa administracyjnego i prawnych problemów zarządzania, m.in. książek: „Podstawy socjalistycznej państwowości” (tom 187 serii wydawniczej Omega, 1970), „System rad narodowych” (1971), „Administracja gospodarcza w PRL” (1975), „Administracja gospodarcza europejskich krajów RWPG” (1975), „Zarys prawa administracyjnego i nauki administracji” (współautor, 1984).
Odznaczony m.in. Krzyżem Komandorskim z Gwiazdą, Oficerskim i Kawalerskim Orderu Odrodzenia Polski, Orderem Sztandaru Pracy I klasy, Złotym i Srebrnym (1955) Krzyżem Zasługi, Krzyżem Partyzanckim, Krzyżem Walecznych, Medalem 10-lecia Polski Ludowej (1955), Medalem 40-lecia Polski Ludowej, Komandorią Orderu Infanta Henryka (Portugalia, 1976), orderem francuskim i belgijskim. W 1979 otrzymał nagrodę Trybuny Ludu (1979).
Żonaty z Marią Wandą Rybicką z d. Warowną (1929-2006), miał córkę Annę Marię (1953-2021). Pochowany z honorami 6 maja 1989 na cmentarzu Powązki Wojskowe w Warszawie (kwatera A3-tuje-1-42). W pogrzebie uczestniczyli m.in. członkowie Biura Politycznego KC PZPR Stanisław Ciosek i gen. broni Czesław Kiszczak. Przemówienia pożegnalne wygłosili: minister - szef URM gen. dyw. Michał Janiszewski, wojewoda olsztyński Sergiusz Rubczewski oraz rektor Uniwersytetu Warszawskiego prof. Grzegorz Białkowski.